# Nişancı Ahmed Pascha
Nişancı Ahmed Pascha, auch Şehla Ahmed Pascha, Hacı Şehla Ahmed Pascha oder Kör Vezir Ahmed Pascha, (* 17. oder 18. Jahrhundert in Foça; † Februar 1753 in Aleppo) war Großwesir des Osmanischen Reiches unter Mahmud I. und osmanischer Gouverneur des Eyâlet Ägypten. Seinen Beinamen Kör Vezir („blinder Wesir“) erhielt er, weil er schielte.

## Leben
Ahmeds Familie stammte aus Alaiye (heute Alanya), allerdings wurde Ahmed als Sohn des Cafer Ağa in Foça im Eyâlet Aydın geboren. Einer seiner Onkel war Wesir und Gouverneur von Dschidda. Ahmed wuchs bei ihm auf und wurde als Kethüda sein Adjutant und Stellvertreter. Später erhielt er eine Anstellung im Palast und den Titel eines Stallmeisters (Imrahor). Im Jahr 1738 wurde er zum Gouverneur des Eyâlet Aydın befördert. Vier Jahre später kehrte er nach Istanbul zurück und wurde zum Nişancı (dt. Siegelbewahrer, eines der höchsten Ämter in der Verwaltung des Palastes). Am 23. Juni 1740 wurde er schließlich vom Sultan zum Großwesir des Reiches ernannt.
Seine Amtszeit war eine der wenigen Friedensperioden in der Geschichte des Osmanischen Reiches, da der Krieg gegen die Habsburgermonarchie und das Russische Reich gerade zu Ende gegangen war und der persische König Nader Schah im Kampf gegen die Usbeken in Transoxanien und Dagestan gebunden war. Trotz der günstigen Bedingungen konnte Ahmed Pascha den Frieden nicht ausnutzen und sein beabsichtigtes Programm zu Reformen nicht umsetzen. Schließlich wurde er der „Unehrlichkeit“ und „Gleichgültigkeit gegenüber Staatsangelegenheiten“ beschuldigt und am 21. April 1742 durch den erfahrenen Hekimoğlu Ali Pascha ersetzt, der zehn Jahre zuvor schon einmal Großwesir gewesen war.
Nişancı Ahmed Pascha wurde auf die Insel Rhodos verbannt. Schon bald darauf wurde er aber begnadigt und kehrte in Regierungsdienste zurück. Im Jahr 1743 wurde er Gouverneur des Sandschak İçel (heute die Provinz Mersin) und Gouverneur des Eyâlet Sidon (heute Sidon, Libanon). Nach dem Beginn einer neuen Phase des Krieges gegen Persien wurde er beauftragt, den nördlichen Teil der Front als Serdar zu befehligen und konnte Kars erfolgreich verteidigen. Er fungierte dann als Gouverneur des Eyâlet Aleppo (heute Syrien) und des Eyâlet Diyarbekir (heute Provinz Diyarbakır).
Nach dem Vertrag von Kerden wurde er 1747 zum Gouverneur des Eyâlet Bagdad und 1748 zum Gouverneur des Eyâlet Ägypten ernannt. Im Jahr 1751 berief man ihn zum Gouverneur des Eyâlet Adana. Ahmed Pascha lehnte diese letzte Position in Adana jedoch ab und kehrte 1752 zu seinem früheren Gouverneursposten in Aleppo zurück, wo er im Februar 1753 starb.
Zeitgenossen im osmanischen Ägypten beschrieben ihn als einen Mann, der sich für Wissenschaften und Philosophie interessierte, und berichteten, dass er enttäuscht war, als er erkannte, dass Ägyptens berühmte Al-Azhar-Universität aufgehört hatte, Wissenschaften zu lehren und sich nur auf den Religionsunterricht konzentrierte. Berichten zufolge stellte er fest, dass selbst die gebildeten Ägypter und Religionsgelehrten kaum Grundkenntnisse in der Mathematik hatten, und verbrachte die meiste Zeit mit denen, die sein Interesse an Wissenschaft teilten.